# ロバート・L・フロイド
ロバート・レスター・フロイド（英語: Robert Lester Floyd、1918年1月4日 - 2007年5月14日）は、アメリカ合衆国の政治家。

## 生涯
1918年1月4日にオハイオ州シンシナティに誕生する。幼少時に母親とマイアミに引っ越した。マイアミ高校を卒業し、フロリダ大学で学位を取得した。1939年にアメリカン大学でロースクール在学中にワシントンD.C.で連邦捜査局（FBI）特別捜査官として働き始めた。1941年に法律の学位を取得し、1943年にFBIを辞職し、個人事業の開業のためマイアミに戻った。1946年9月4日にローズ・マリー・ノークロスと結婚して4人の子供をもうけ、死去するまでに7人の孫がいた。
1947年にマイアミ市長に立候補して最年少の29歳で当選し、マイアミ市の執行委員長を務めた。1951年から1953年にフロリダ州下院議員に選出された。1954年と1960年にはデイド郡裁判所の裁判官に選出された。1966年に個人事務所へ戻る前の1ヶ月間暫定でデイド郡保安官を務めた。2007年5月14日にマイアミにて89歳で死去した。